# Campagna, Italien
Campagna är en liten stad och kommun i provinsen Salerno i regionen Kampanien i södra Italien. Campagna gränsar till kommunerna Acerno, Contursi Terme, Eboli, Olevano sul Tusciano, Oliveto Citra, Postiglione, Senerchia och Serre.

## Frazioni
Kommunen har åtta frazioni: Camaldoli, Galdo, Mattinelle, Puglietta, Quadrivio, Romandola-Madonna del Ponte, Santa Maria La Nova och Serradarce.

## Bilder

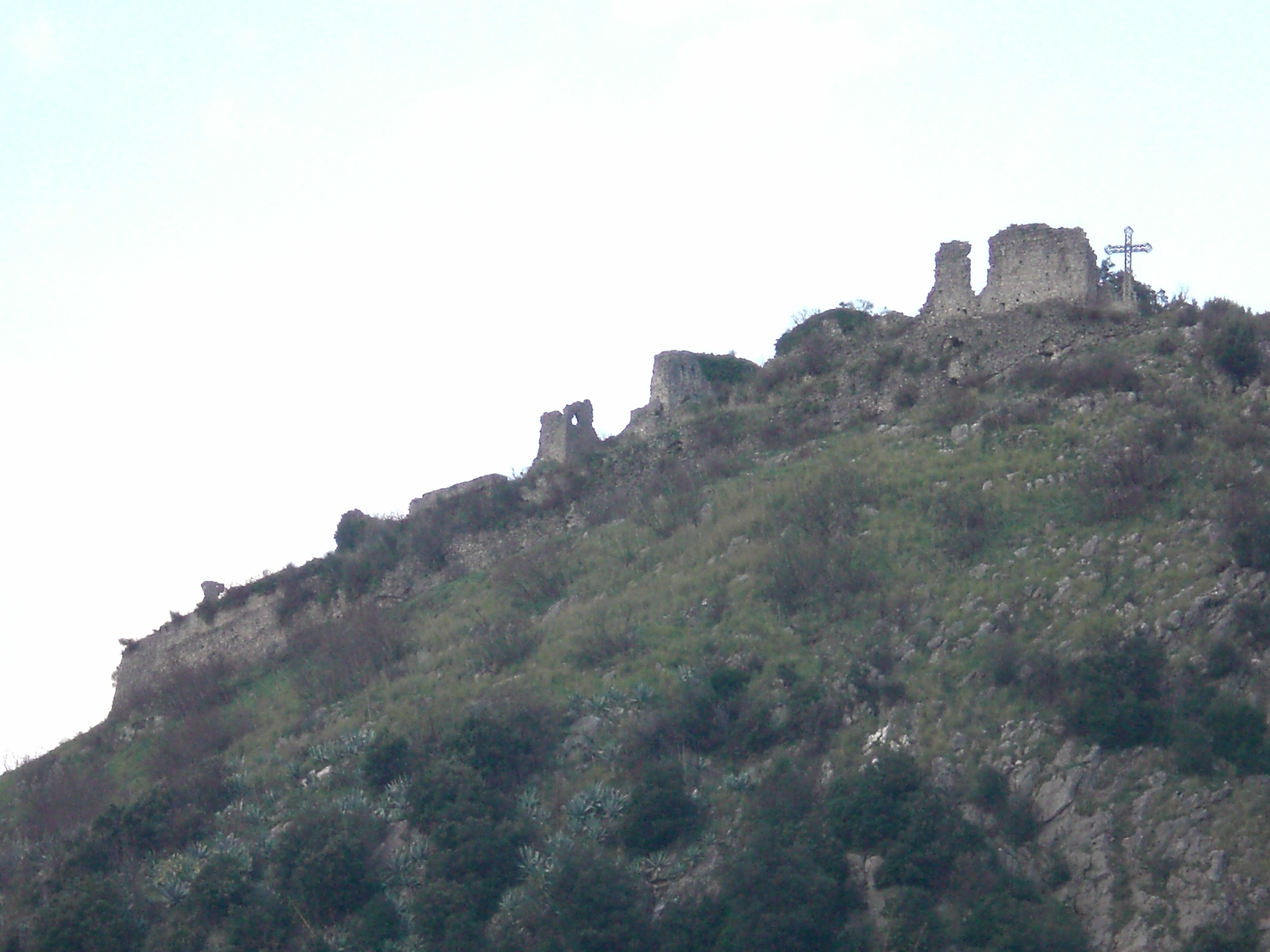
Castello Gerione
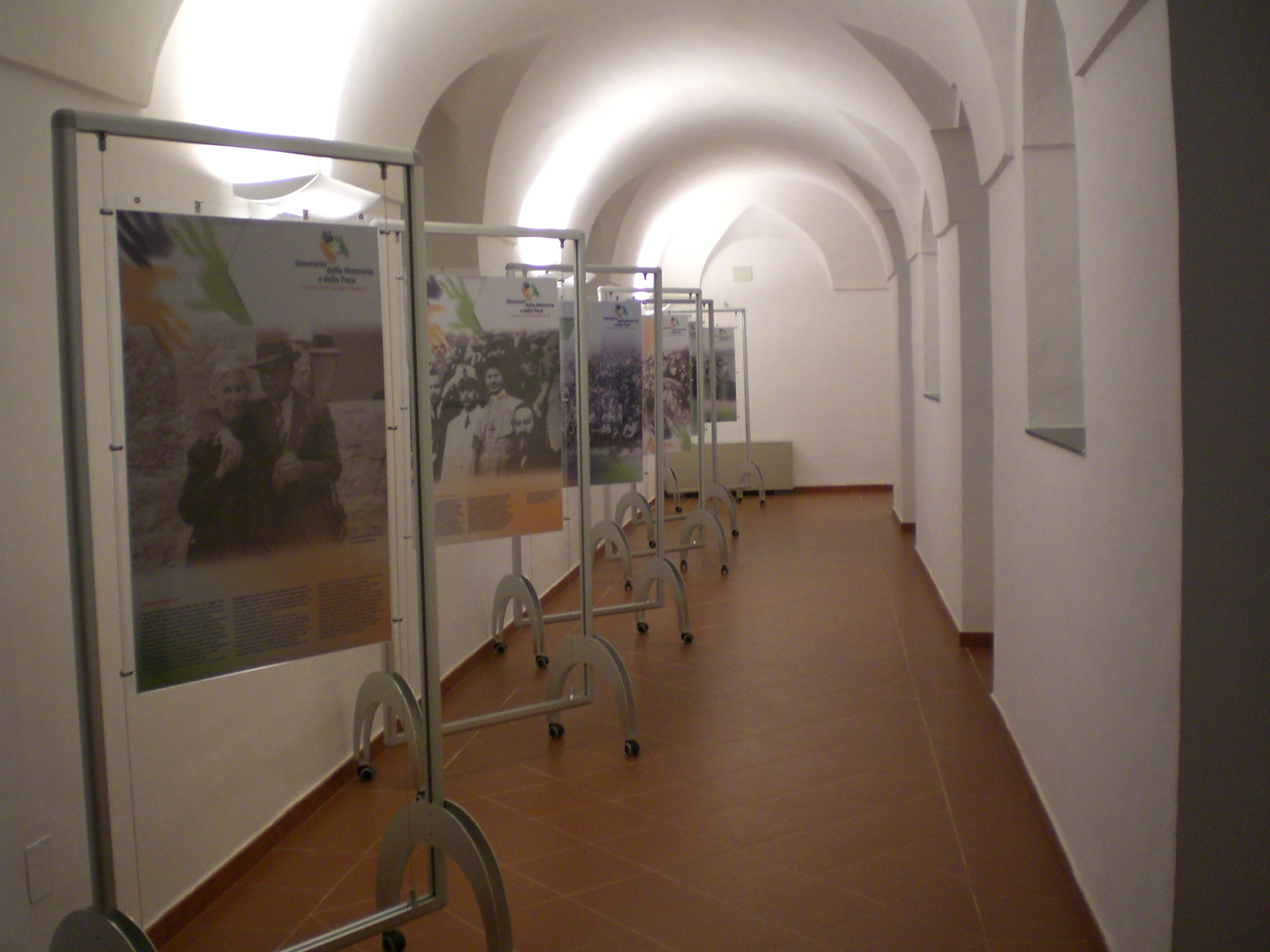
Itinerario della Memoria e della Pace
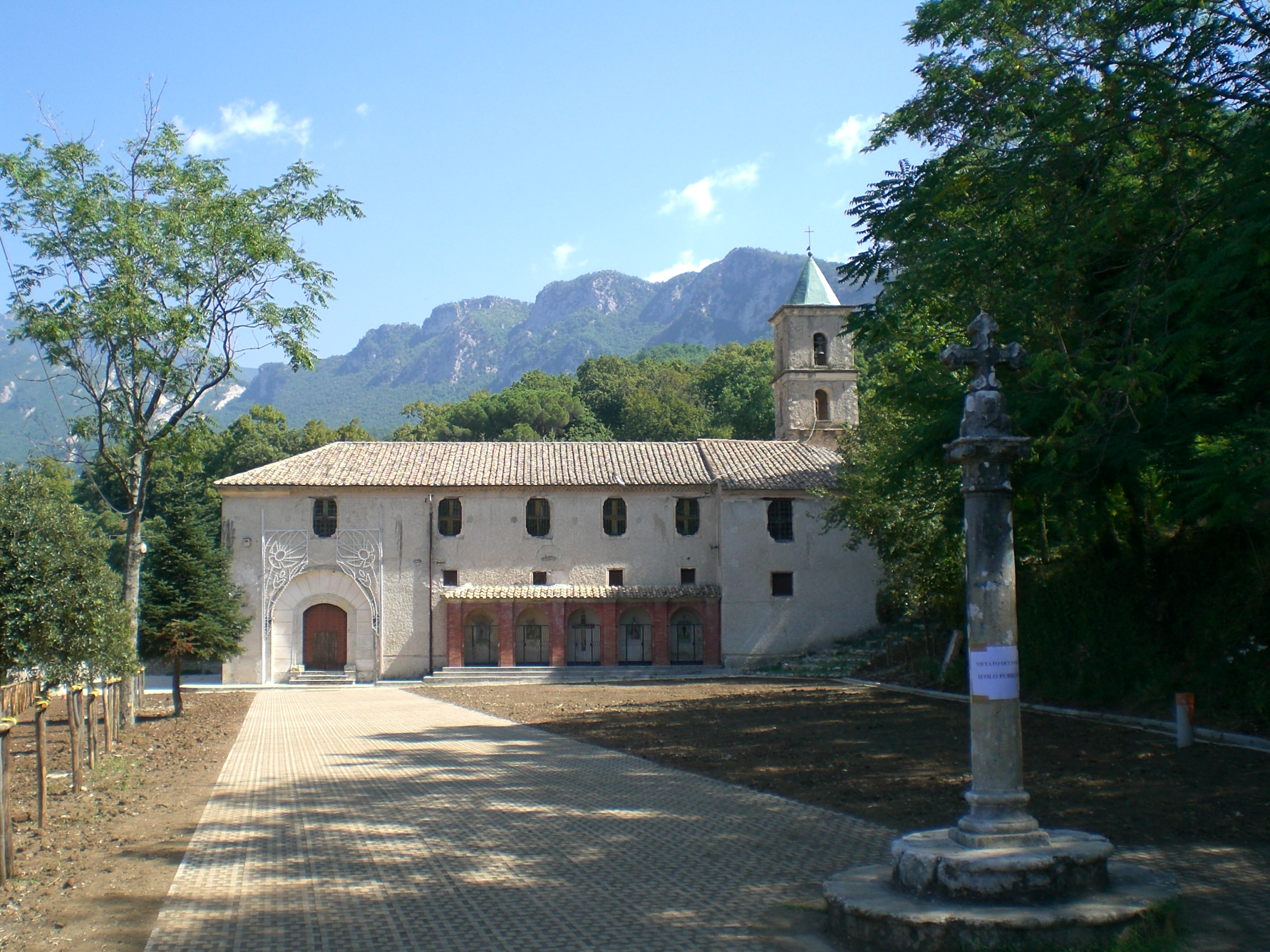
Santuario Madonna d'Avigliano